# Сухаров, Александр Юрьевич
Александр Юрьевич Сухаров (18 февраля 1994, Дружковка, Донецкая область) — украинский футболист, защитник.

## Биография
Воспитанник донецкого «Шахтёра». С лета 2011 года в течение полутора сезонов выступал за «Шахтёр-3» во второй лиге Украины, сыграл 19 матчей. В начале 2013 года перешёл в луганскую «Зарю», но играл за её молодёжную команду, за три с половиной сезона провёл 70 матчей и забил один гол в молодёжном первенстве. За основной состав «Зари» сыграл только один матч в Кубке Украины — 24 августа 2014 года против «Кремня».
Летом 2016 года перешёл в эстонский клуб «Калев» (Силламяэ) и провёл в нём полтора года. Первый матч в чемпионате Эстонии сыграл 15 июля 2016 года против «Тарваса», а свой первый гол забил 22 августа 2016 года в ворота «Пярну ЛМ». В сезоне 2017 года был капитаном команды. В начале 2018 года, после того как «Калев» лишился профессионального статуса, футболист перешёл в другой эстонский клуб — «Пайде ЛМ», но провёл там только полгода. Всего за три неполных сезона сыграл 54 матча и забил 4 гола в высшей лиге Эстонии.
С лета 2018 года до начала вторжения России на Украину выступал в первой лиге Украины за «Авангард»/«Краматорск», затем его клуб был расформирован.
Призывался в юношескую сборную Украины.